# چوب‌سفت سبزآبی
چوب‌سفت سبزآبی (نام علمی: Cratoxylum glaucum) نام یک گونه از سرده چوب‌سفت‌ها است.